# Hypothymis coelestis
Hypothymis coelestis là một loài chim trong họ Monarchidae.